# Щедрін Родіон Костянтинович
Родіо́н Костянти́нович Щедрі́н (рос. Родио́н Константи́нович Щедри́н, 16 грудня 1932) — радянський композитор, народний артист СРСР, лауреат Ленінської і Державної премії СРСР. Чоловік балерини Майї Плісецької.

## Життєвий і творчий шлях
Народився в Москві у родині професійних музикантів. У 1941 році був прийнятий у Центральну музичну школу-десятилітку при Московській консерваторії, але з початком війни з родиною був евакуйований до Куйбишева. З поверненням вчиться у Московському хоровому училищі Свєшнікова. В 1947 році був відзначений на училищному конкурсі композиторських робіт, що вже на четвертому курсі дозволило йому стати членом Спілки композиторів.
У 1955 закінчив Московську консерваторію по класах композиції у Ю. Шапоріна і фортепіано у Я. Флієра (1955). У 1958 одружився з Майєю Плісецькою, для якої пізніше написав цілу низку балетів.
Серед ранніх творів, що принесли Щедріну популярність — балет «Горбоконик» (1960), опера «Не тільки любов», «Озорні частушки» для оркестру. В цих твори тональні, барвисто оркестровані і включають фольклорні мотиви.
У 1965–1969 викладав у консерваторії клас композиції. Серед творів цих років — «Кармен-сюїта», ораторія «Ленін у серці народному», фортепіанний цикл 24 прелюдії і фуги.
З 1973 по 1991 роки Щедрін очолював Спілку композиторів РРФСР. Творчість цих років характеризується суміщенням елементів народного мистецтва і «авангардних» технік, зокрема додекафонії і сонористики. Твердим-ударним, конструктивним і віртуозним стилем відзначені його численні фортепіанні твори: п'ять концертів для фортепіано з оркестром, цикл 24 прелюдії й фуги (1970) і інші.
У 1989 році Родіон Щедрін був обраний до Верховної ради СРСР, він увійшов у Міжрегіональну групу народних депутатів «За перебудову». Щедрін брав участь у реабілітації на батьківщині висланих із країни М. Ростроповича й Г. Вишневської. З розпадом Радянського Союзу, Щедрін живе переважно у Мюнхені, зберігаючи, однак, російське громадянство.

## Список творів
| - «Горбоконик» («Конек-Горбунок» за казкою П. Єршова, 1960) - «Кармен-сюїта» (в основі — опера Ж. Бізе, 1967) - «Анна Кареніна» (за однойменним романом Л. Толстого, 1972) - «Чайка» (за однойменним твором Чехова, 1980) - «Дама з собачкою» (за однойменним твором Чехова, 1986) - «Не тільки любов» (поставлена в Большому театрі, 1961) - «Мертві душі» (за однойменним романом М. В. Гоголя, власне лібрето, 1977) - «Лоліта» (за однойменним романом В. Набокова, 1993) - «Бояриня Морозова» (в основі лібретто «Житие протопопа Аввакума» и «Житие Боярыни Морозовой»), 2006 - «Зачарований мандрівник» (за повістю М. Лєскова) - «Поеторія» (1968) - «Ленін у серці народному» 1969, (Державна премія СРСР в 1972) Для оркестру: - «Пустотливі частівки» (ориг. - "Озорные частушки"), 1963 - «Дзвони», 1968 Для фортепіано з оркестром: - № 1 1954 - № 2 1966 - № 3 «Варіації і тема», 1973 - № 4 «Дієзні тональності», 1991 - № 5 1999 - № 6 2003 Інші: - Концерт для труби з оркестром - Концерт для віолончелі з оркестром. Sotto voce concerto. У чотирьох частинах (1994) - Parabola Concertante. Для віолончелі соло, струнного оркестру та литавр (2001) - Концерт для скрипки та струнного оркестру. Concerto cantabile. У трьох частинах (1997) - Концерт для альта та струнного оркестру з арфою. Concerto dolce (1997)] - Концерт для скрипки, труби та струнного оркестру. Concerto parlando (2004) - Концерт для гобоя з оркестром (2009) - Подвійний концерт «Романтичне приношення» (Romantic offering). Для фортепіано, віолончелі та оркестру [2010] | - п'єси 1. «Поема» (1954) 2. «Токкатіна» (1954) 3. «Гумореска» (1957) 4. «В наслідування Альбеніса» (1959) 5. «Трійка» (1959) - 2 поліфонічні п'єси: Basso ostinato і двоголосна інвенція (1961) - 2 сонати (1962, 1996) - 24 прелюдії і фуги (1964 — 1970) - Поліфонічна зошит (25 прелюдій) (1972) - зошит для юнацтва (1981) - «Частушки». Концерт для фортепіано соло (2001) - «Щоденник». 7 п'єс для фортепіано (2002) - «Питання». 11 п'єс для фортепіано (2003) - Sonatine Concertante для фортепіано (2005) - Alla Pizzicato для фортепіано (2005) - Hommage a Chopin. Для чотирьох фортепіано (2005) - «Романтичні дуети». Сім п'єс для фортепіано в чотири руки (2007) - «Прості сторінки». Сім експромтів для фортепіано (2009) - «Концертний етюд» («Чайковський-етюд») для фортепіано (2010) - пісні, в тому числі «Весёлый марш монтажников-высотников», - кантата «Бюрократіада» - «Стихира на тисячоліття хрещення Русі» (1987) - «Запечатленный ангел» (для мішаного хора за мотивами однойменної повісті Лєскова) - мюзикл «Ніна і 12 місяців» (поставлений у Японії, 1988) |

### Музика до кінофільмів
- «Півник — Золотий гребінець» (мультфільм), режисери: П. Носов, Д. Анпилов (1955)
- «Колобок» (мультфільм), режисер Р. Давидов (1956)
- «Висота». Режисер Олександр Зархі (1957)
- «Комуніст». Режисер Ю. Райзман (1958)
- «Люди на мосту». Режисер Олександр Зархі (1959)
- «Нормандія  — Неман». Режисер Ж. Древіль (1960)
- «А якщо це кохання?». Режисер Ю. Райзман (1961)
- «Баня» (мультфільм), Режисер С. Юткевіч (1962)
- «Анна Кареніна». Режисер Олександр Зархі (1967)
- «Сюжет для невеликого оповідання». Режисер С. Юткевич (1969)

## Книги Р. Щедрина
- Монологи разных лет, сост. Я. Платек — М.: «Композитор», 2002. — 192 с., ил.
- Автобиографические записи. — М.: АСТ, 2008. — 288 с., ил., ISBN 978-5-17-050466-4, 978-5-9713-9494-5